# Robert de Bruce (5e lord d'Annandale)
Pour les autres membres de la famille, voir Famille Bruce.
Pour les articles homonymes, voir Robert Bruce et Bruce.
Robert (V) de Bruce dit Robert le Noble puis le Compétiteur (né vers 1220 et mort le 31 mars 1295), 5e lord d'Annandale, est un important baron scoto-normand qui devient prétendant au trône d'Écosse en 1290-1292.

## Biographie

### Parenté
Robert de Bruce est le fils de Robert (IV) de Bruce, (v. 1195 - entre 1226 et 1233 ou 1245), 4e lord d'Annandale, et d'Isabelle (morte en 1251), la seconde fille de David de Huntingdon, le frère des rois Malcolm IV et Guillaume Ier d'Écosse. C'est de sa mère qu'il tient ses prétentions au trône d'Écosse qui lui vaudront son surnom de « Compétiteur ».

### Seigneur scoto-normand
Robert succède à son père comme seigneur d'Annandale. À la mort de sa mère en 1251, il obtient une part du comté de Huntingdon. Du chef de son épouse Isabelle de Clare, il contrôle également plusieurs domaines en Angleterre.
En 1238, le roi Alexandre II d'Écosse alors sans héritier après la mort de son cousin John le Scot, comte de Chester, en juin 1237, reconnaît à la veille d'une expédition dans les îles de l'ouest les droits au trône de Robert de Bruce. Malheureusement pour ce dernier, la naissance en 1241 du futur Alexandre III d'Écosse met rapidement un terme à ses espoirs.
En 1250, Robert de Bruce est présent à la cour du roi Henri III d'Angleterre, mais les sept années suivantes, il réduit le champ de ses activités à l'Écosse. En 1255, après la mort du roi Alexandre II, il est un des quinze Gardiens de l'Écosse nommés à Roxburgh pour diriger le royaume pendant la minorité de son jeune successeur. Dans cette fonction, il prend la tête du parti favorable à l'alliance anglaise.
Entre 1257 et 1271, il sert fréquemment le roi d'Angleterre qui le nomme shérif de Cumberland. En 1260, il accompagne le roi et la reine d'Écosse à Londres. Lors de la révolte des barons, il combat pour le roi Henri III d'Angleterre. Il est fait prisonnier à la bataille de Lewes en 1264 mais est libéré après la victoire royale de Evesham en 1265.
En 1268, il est nommé capitalis justiciarius (i.e : Premier chef de la Justice en Angleterre) avec une rétribution de 100 marks. Après l'accession au trône d'Édouard Ier d'Angleterre, il se retire de sa charge dans le Cumberland et n'est pas confirmé dans ses autres fonctions. Il retourne alors en Écosse.

### La succession d'Écosse
Le 5 février 1284, il est présent à la convention de Scone qui reconnaît les droits de la jeune Marguerite comme successeur de son grand-père désormais sans autre héritier.
Toutefois après la mort du roi Alexandre III, en 1286, il réunit au château de Turnberry, le 20 septembre 1286, un important parti de nobles dont son fils Robert comte de Carrick pour exiger que le trône soit dévolu selon les antiques coutumes par le droit du sang. Il dispose du soutien de Richard de Bourg, comte d'Ulster, de Thomas de Clare ainsi que de celles de Patrick, comte de Dunbar, James le Steward d'Écosse, de son frère Walter Balloch Stuart, comte de Menteith, et d'Angus Mór MacDonald, seigneur des Îles. Ce parti s'oppose à celui de Jean de Bailleul qui s'appuie sur la famille Comyn,.
Robert de Bruce prend part aux négociations de Salisbury qui débouchent sur le traité de Brigham (1290) qui prévoit l'union de l'Écosse et de l'Angleterre par le biais du mariage de Marguerite avec le futur roi Édouard II d'Angleterre. La mort de Marguerite Ire d'Écosse en 1290 rouvre la question de la succession et l'un des régents William Fraser évêque de Saint-Andrews décide de faire appel à l'arbitrage du roi Édouard Ier d'Angleterre. À la suite de tractations de Norham en 1290-1292 John Baliol est reconnu roi d'Écosse le 17 novembre 1292.
L'accord passé entre Robert Bruce et un autre compétiteur Florent V de Hollande, le 14 juin 1292, démontre que Robert Bruce ne renonçait pas à ses prétentions au trône. Toutefois le grand âge du Compétiteur ne lui permet pas d'entreprendre une action, et le 7 novembre 1292 il abandonne ses possessions et renonce à ses droits au trône en faveur de son fils Robert VI Bruce comte de Carrick avant de se retirer au château de Lochmaben où il meurt le vendredi saint 1295 à l'âge de 85 ans. Il est inhumé au Prieuré de Gisborough en Cleveland dans le Yorkshire.

### Union et postérité
En mai 1240, Robert de Bruce épouse Isabelle (morte en 1264 ou peu après), fille de Gilbert de Clare (v. 1180-1230), 5e comte de Gloucester, 4e comte d'Hertford. Ils ont pour descendance connue :
- Richard (mort en 1285-1286[1]) ;
- Robert (VI) de Bruce (1243-1304[1]), comte de Carrick, père du roi Robert Ier d'Écosse.

Entre 1270 et mai 1275, en secondes noces il épouse Christina (morte en 1305), fille et héritière, de William d'Ireby, un chevalier du Cumberland. Ils n'auront pas de descendance.